# Maycon & Vinícius
Maycon & Vinícius é uma dupla sertaneja de cantores, compositores, multi-instrumentistas brasileiros e empresários, formada pelos irmãos Maycon Martins e Vinícius Martins. Ficaram conhecidos nacionalmente pelos hits "Moça do Espelho" e "Duas da Manhã".

## Biografia
A dupla goianiense formada pelos irmãos Maycon Martins e Vinicius Martins surgiu em meados de 2003. Filhos de músico, foi o pai quem ensinou as diferenças e funções da primeira voz e segunda voz, iniciando ali a dupla Maycon & Vinicius.
A dupla teve a carreira lançada em 2015 na tradicional e considerada a maior festa country da América Latina, a Festa do Peão de Barretos.
Em 2017, a música romântica Moça do Espelho, interpretada pela dupla, foi bem executada nas rádios. Com letra chamativa e boa construção nos versos, a faixa, que no início de 2017 atingiu quase cinco milhões de downloads e 11 milhões de views no YouTube, destacando-se nos estados de Minas Gerais, Goiás e São Paulo, fechou o ano entre as mais tocadas.
Com a música, a dupla a conquistou dois prêmios de terceiro lugar no Prêmio Palco MP3.

## Discografia
Álbuns
- Maycon & Vinicius (2016)
- Maycon e Vinicius: Ao Vivo no Estúdio Showlivre (2018)
- Social de Maycon e Vinicius (2018)
- Tudo Que Eu Queria (com Fernando e Sorocaba) (2019)[15]
- Maycon & Vinicius Ao Vivo na Praia (2020)[32]
- Quem Vê Cara Não Vê Coração (com Maiara & Maraisa) (2022)[21]